# Liste des ministres français des Travaux publics
Le tableau ci-dessous liste les personnalités membres du gouvernement français titulaires du poste relatif aux travaux publics. Ce ministère historique a évolué pour devenir le ministère de l'équipement, puis l'actuel ministère de l'écologie.
Les dates indiquées sont les dates de prise ou de cessation des fonctions, qui sont en général la veille de la date du Journal officiel dans lequel est paru le décret de nomination.
| Ministre ou Secrétaire d'État        | Intitulé                                                                                    | Gouvernement                                          | Début             | Fin               | Chef de l'État                  |
| Seconde Restauration                 |                                                                                             |                                                       |                   |                   |                                 |
| Guillaume Capelle                    | Ministre des Travaux publics                                                                | Polignac                                              | 19 mai 1830       | 31 juillet 1830   | Charles X                       |
| Victor de Broglie                    | Ministre de l'Intérieur et des Travaux publics                                              | Ministère nommé par la commission municipale de Paris | 31 juillet 1830   | 1er août 1830     | Charles X                       |
| Monarchie de Juillet                 |                                                                                             |                                                       |                   |                   |                                 |
| Antoine Maurice Apollinaire d'Argout | Ministre du Commerce et des Travaux publics                                                 | Casimir Perier                                        | 13 mars 1831      | 11 octobre 1832   | Louis-Philippe Ier              |
| Antoine Maurice Apollinaire d'Argout | Ministre du Commerce et des Travaux publics                                                 | Soult (1)                                             | 11 octobre 1832   | 31 décembre 1832  | Louis-Philippe Ier              |
| Adolphe Thiers                       | Ministre du Commerce et des Travaux publics                                                 | Soult (1)                                             | 31 décembre 1832  | 4 avril 1834      | Louis-Philippe Ier              |
| Hippolyte Passy                      | Ministre du Commerce et des Travaux publics                                                 | Thiers (1)                                            | 22 février 1836   | 6 septembre 1836  | Louis-Philippe Ier              |
| Nicolas Martin du Nord               | Ministre des Travaux publics, de l'Agriculture et du Commerce                               | Molé (1)                                              | 19 septembre 1836 | 15 avril 1837     | Louis-Philippe Ier              |
| Nicolas Martin du Nord               | Ministre des Travaux publics, de l'Agriculture et du Commerce                               | Molé (2)                                              | 15 avril 1837     | 31 mars 1839      | Louis-Philippe Ier              |
| Adrien de Gasparin                   | Ministre de l'Intérieur, des Travaux publics, de l'Agriculture et du Commerce               | Gasparin                                              | 31 mars 1839      | 12 mai 1839       | Louis-Philippe Ier              |
| Jules Dufaure                        | Ministre des Travaux publics                                                                | Soult (2)                                             | 12 mai 1839       | 1er mars 1840     | Louis-Philippe Ier              |
| Alexis Legrand                       | Sous-secrétaire d'État aux Travaux publics                                                  | Soult (2)                                             | 18 mai 1839       | 1er mars 1840     | Louis-Philippe Ier              |
| Hippolyte Jaubert                    | Ministre des Travaux publics                                                                | Thiers (2)                                            | 1er mars 1840     | 29 octobre 1840   | Louis-Philippe Ier              |
| Jean Teste                           | Ministre des Travaux publics                                                                | Soult (3)                                             | 29 octobre 1840   | 16 décembre 1843  | Louis-Philippe Ier              |
| Pierre Dumon                         | Ministre des Travaux publics                                                                | Soult (3)                                             | 16 décembre 1843  | 9 mai 1847        | Louis-Philippe Ier              |
| Hippolyte Jayr                       | Ministre des Travaux publics                                                                | Soult (3)                                             | 9 mai 1847        | 18 septembre 1847 | Louis-Philippe Ier              |
| Hippolyte Jayr                       | Ministre des Travaux publics                                                                | Guizot (3)                                            | 18 septembre 1847 | 24 février 1848   | Louis-Philippe Ier              |
| Seconde République                   |                                                                                             |                                                       |                   |                   |                                 |
| Alexandre Marie de Saint Georges     | Ministre des Travaux publics                                                                | Gouvernement provisoire de 1848                       | 24 février 1848   | 11 mai 1848       | Gouvernement provisoire de 1848 |
| Ulysse Trélat                        | Ministre des Travaux publics                                                                | Commission Exécutive                                  | 11 mai 1848       | 28 juin 1848      | Commission Exécutive            |
| Adrien Recurt                        | Ministre des Travaux publics                                                                | Cavaignac                                             | 28 juin 1848      | 13 octobre 1848   | Louis-Eugène Cavaignac          |
| Alexandre Vivien de Goubert          | Ministre des Travaux publics                                                                | Cavaignac                                             | 13 octobre 1848   | 20 décembre 1848  | Louis-Eugène Cavaignac          |
| Léonard Faucher                      | Ministre des Travaux publics                                                                | Odilon Barrot (1)                                     | 20 décembre 1848  | 29 décembre 1848  | Louis-Napoléon Bonaparte        |
| Bertrand de Lacrosse                 | Ministre des Travaux publics                                                                | Odilon Barrot (1)                                     | 29 décembre 1848  | 2 juin 1849       | Louis-Napoléon Bonaparte        |
| Bertrand de Lacrosse                 | Ministre des Travaux publics                                                                | Odilon Barrot (2)                                     | 2 juin 1849       | 31 octobre 1849   | Louis-Napoléon Bonaparte        |
| Jean Bineau                          | Ministre des Travaux publics                                                                | Hautpoul                                              | 31 octobre 1849   | 9 janvier 1851    | Louis-Napoléon Bonaparte        |
| Pierre Magne                         | Ministre des Travaux publics                                                                | Hautpoul                                              | 9 janvier 1851    | 24 janvier 1851   | Louis-Napoléon Bonaparte        |
| Pierre Magne                         | Ministre des Travaux publics                                                                | Eugène Rouher                                         | 24 janvier 1851   | 10 avril 1851     | Louis-Napoléon Bonaparte        |
| Pierre Magne                         | Ministre des Travaux publics                                                                | Léon Faucher                                          | 10 avril 1851     | 26 octobre 1851   | Louis-Napoléon Bonaparte        |
| Bertrand de Lacrosse                 | Ministre des Travaux publics                                                                | Louis-Napoléon Bonaparte                              | 26 octobre 1851   | 3 décembre 1851   | Louis-Napoléon Bonaparte        |
| Second Empire                        |                                                                                             |                                                       |                   |                   |                                 |
| Pierre Magne                         | Ministre des Travaux publics                                                                | Louis-Napoléon Bonaparte (1)                          | 3 décembre 1851   | 25 janvier 1852   | Napoléon III                    |
| Noël Lefebvre-Duruflé                | Ministre des Travaux publics                                                                | Louis-Napoléon Bonaparte (2)                          | 25 janvier 1852   | 28 juillet 1852   | Napoléon III                    |
| Pierre Magne                         | Ministre des Travaux publics                                                                | Louis-Napoléon Bonaparte (3)                          | 28 juillet 1852   | 23 juin 1853      | Napoléon III                    |
| Pierre Magne                         | Ministre des Travaux publics, de l'Agriculture et du Commerce                               | Louis-Napoléon Bonaparte (3)                          | 23 juin 1853      | 3 février 1855    | Napoléon III                    |
| Eugène Rouher                        | Ministre de l'Agriculture, du Commerce et des Travaux Publics                               | Louis-Napoléon Bonaparte (3)                          | 3 février 1855    | 23 juin 1863      | Napoléon III                    |
| Louis Behic                          | Ministre de l'Agriculture, du Commerce et des Travaux Publics                               | Louis-Napoléon Bonaparte (3)                          | 23 juin 1863      | 20 janvier 1867   | Napoléon III                    |
| Jean de Forcade la Roquette          | Ministre de l'Agriculture, du Commerce et des Travaux Publics                               | Louis-Napoléon Bonaparte (3)                          | 20 janvier 1867   | 17 décembre 1868  | Napoléon III                    |
| Edmond Humblot                       | Ministre de l'Agriculture, du Commerce et des Travaux Publics                               | Louis-Napoléon Bonaparte (3)                          | 17 décembre 1868  | 17 juillet 1869   | Napoléon III                    |
| Edmond Gressier                      | Ministre des Travaux Publics                                                                | Louis-Napoléon Bonaparte (4)                          | 17 juillet 1869   | 2 janvier 1870    | Napoléon III                    |
| Auguste de Talhouët-Roy              | Ministre des Travaux Publics                                                                | Louis-Napoléon Bonaparte (4)                          | 2 janvier 1870    | 15 mai 1870       | Napoléon III                    |
| Ignace Plichon                       | Ministre des Travaux Publics                                                                | Ollivier                                              | 15 mai 1870       | 10 août 1870      | Napoléon III                    |
| Jérôme David                         | Ministre des Travaux Publics                                                                | Cousin-Montauban de Palikao                           | 10 août 1870      | 4 septembre 1870  | Napoléon III                    |
| Troisième République                 |                                                                                             |                                                       |                   |                   |                                 |
| Pierre-Frédéric Dorian               | Ministre des Travaux publics                                                                | Louis Trochu                                          | 4 septembre 1870  | 19 février 1871   | Gouvernement provisoire de 1870 |
| Charles de Saubert de Larcy          | Ministre des Travaux publics                                                                | Jules Dufaure (1)                                     | 19 février 1871   | 7 décembre 1872   | Adolphe Thiers                  |
| Oscar Bardi de Fourtou               | Ministre des Travaux publics                                                                | Jules Dufaure (1)                                     | 7 décembre 1872   | 18 mai 1873       | Adolphe Thiers                  |
| René Bérenger                        | Ministre des Travaux publics                                                                | Jules Dufaure (2)                                     | 18 mai 1873       | 25 mai 1873       | Adolphe Thiers                  |
| Alfred Deseilligny                   | Ministre des Travaux publics                                                                | Albert de Broglie (1)                                 | 25 mai 1873       | 26 novembre 1873  | Patrice de Mac Mahon            |
| Charles de Saubert de Larcy          | Ministre des Travaux publics                                                                | Albert de Broglie (2)                                 | 26 novembre 1873  | 22 mai 1874       | Patrice de Mac Mahon            |
| Eugène Caillaux                      | Ministre des Travaux publics                                                                | Ernest Courtot de Cissey                              | 22 mai 1874       | 10 mars 1875      | Patrice de Mac Mahon            |
| Eugène Caillaux                      | Ministre des Travaux publics                                                                | Louis-Joseph Buffet                                   | 10 mars 1875      | 23 février 1876   | Patrice de Mac Mahon            |
| Eugène Caillaux                      | Ministre des Travaux publics                                                                | Jules Dufaure (3)                                     | 23 février 1876   | 9 mars 1876       | Patrice de Mac Mahon            |
| Albert Christophle                   | Ministre des Travaux publics                                                                | Jules Dufaure (4)                                     | 9 mars 1876       | 12 décembre 1876  | Patrice de Mac Mahon            |
| Albert Christophle                   | Ministre des Travaux publics                                                                | Jules Simon                                           | 12 décembre 1876  | 17 mai 1877       | Patrice de Mac Mahon            |
| Auguste Paris                        | Ministre des Travaux publics                                                                | Albert de Broglie (3)                                 | 17 mai 1877       | 23 novembre 1877  | Patrice de Mac Mahon            |
| Michel Graeff                        | Ministre des Travaux publics                                                                | Gaétan de Grimaudet de Rochebouët                     | 23 novembre 1877  | 13 décembre 1877  | Patrice de Mac Mahon            |
| Charles de Freycinet                 | Ministre des Travaux publics                                                                | Jules Dufaure (5)                                     | 13 décembre 1877  | 4 février 1879    | Patrice de Mac Mahon            |
| Charles de Freycinet                 | Ministre des Travaux publics                                                                | William-Henri Waddington                              | 4 février 1879    | 28 décembre 1879  | Jules Grévy                     |
| Sadi Carnot                          | Sous-secrétaire d'État aux Travaux publics                                                  | William-Henri Waddington                              | 5 février 1879    | 28 décembre 1879  | Jules Grévy                     |
| Henry Varroy                         | Ministre des Travaux publics                                                                | Charles de Freycinet (1)                              | 28 décembre 1879  | 23 septembre 1880 | Jules Grévy                     |
| Sadi Carnot                          | Sous-secrétaire d'État aux Travaux publics                                                  | Charles de Freycinet (1)                              | 29 décembre 1879  | 23 septembre 1880 | Jules Grévy                     |
| Sadi Carnot                          | Ministre des Travaux publics                                                                | Jules Ferry (1)                                       | 23 septembre 1880 | 14 novembre 1881  | Jules Grévy                     |
| David Raynal                         | Sous-secrétaire d'État aux Travaux publics                                                  | Jules Ferry (1)                                       | 28 septembre 1880 | 14 novembre 1881  | Jules Grévy                     |
| David Raynal                         | Ministre des Travaux publics                                                                | Léon Gambetta                                         | 14 novembre 1881  | 30 janvier 1882   | Jules Grévy                     |
| Désiré-Jules Lesguillier             | Sous-secrétaire d'État aux Travaux publics                                                  | Léon Gambetta                                         | 14 novembre 1881  | 30 janvier 1882   | Jules Grévy                     |
| Henry Varroy                         | Ministre des Travaux publics                                                                | Charles de Freycinet (2)                              | 30 janvier 1882   | 7 août 1882       | Jules Grévy                     |
| Armand Rousseau                      | Sous-secrétaire d'État aux Travaux publics                                                  | Charles de Freycinet (2)                              | 30 janvier 1882   | 7 août 1882       | Jules Grévy                     |
| Anne-Charles Hérisson                | Ministre des Travaux publics                                                                | Charles Duclerc                                       | 10 août 1882      | 29 janvier 1883   | Jules Grévy                     |
| Charles Baïhaut                      | Sous-secrétaire d'État aux Travaux publics                                                  | Charles Duclerc                                       | 10 août 1882      | 29 janvier 1883   | Jules Grévy                     |
| Anne-Charles Hérisson                | Ministre des Travaux publics                                                                | Armand Fallières                                      | 29 janvier 1883   | 21 février 1883   | Jules Grévy                     |
| Charles Baïhaut                      | Sous-secrétaire d'État aux Travaux publics                                                  | Armand Fallières                                      | 29 janvier 1883   | 21 février 1883   | Jules Grévy                     |
| David Raynal                         | Ministre des Travaux publics                                                                | Jules Ferry (2)                                       | 21 février 1883   | 6 avril 1885      | Jules Grévy                     |
| Charles Baïhaut                      | Sous-secrétaire d'État aux Travaux publics                                                  | Jules Ferry (2)                                       | 27 février 1883   | 6 avril 1885      | Jules Grévy                     |
| Sadi Carnot                          | Ministre des Travaux publics                                                                | Henri Brisson (1)                                     | 6 avril 1885      | 16 avril 1885     | Jules Grévy                     |
| Alfred Hérault                       | Sous-secrétaire d'État aux Travaux publics                                                  | Henri Brisson (1)                                     | 9 avril 1885      | 21 avril 1885     | Jules Grévy                     |
| Charles Demole                       | Ministre des Travaux publics                                                                | Henri Brisson (1)                                     | 16 avril 1885     | 7 janvier 1886    | Jules Grévy                     |
| Charles Baïhaut                      | Ministre des Travaux publics                                                                | Charles de Freycinet (3)                              | 7 janvier 1886    | 4 novembre 1886   | Jules Grévy                     |
| Édouard Millaud                      | Ministre des Travaux publics                                                                | Charles de Freycinet (3)                              | 4 novembre 1886   | 11 décembre 1886  | Jules Grévy                     |
| Édouard Millaud                      | Ministre des Travaux publics                                                                | René Goblet                                           | 11 décembre 1886  | 30 mai 1887       | Jules Grévy                     |
| Severiano de Heredia                 | Ministre des Travaux publics                                                                | Maurice Rouvier (1)                                   | 30 mai 1887       | 12 décembre 1887  | Jules Grévy                     |
| Émile Loubet                         | Ministre des Travaux publics                                                                | Pierre Tirard (1)                                     | 12 décembre 1887  | 3 avril 1888      | Sadi Carnot                     |
| Pierre Deluns-Montaud                | Ministre des Travaux publics                                                                | Charles Floquet                                       | 3 avril 1888      | 22 février 1889   | Sadi Carnot                     |
| Yves Guyot                           | Ministre des Travaux publics                                                                | Pierre Tirard (2)                                     | 22 février 1889   | 17 mars 1890      | Sadi Carnot                     |
| Yves Guyot                           | Ministre des Travaux publics                                                                | Charles de Freycinet (4)                              | 17 mars 1890      | 27 février 1892   | Sadi Carnot                     |
| Jules Viette                         | Ministre des Travaux publics                                                                | Émile Loubet                                          | 27 février 1892   | 6 décembre 1892   | Sadi Carnot                     |
| Jules Viette                         | Ministre des Travaux publics                                                                | Alexandre Ribot (1)                                   | 6 décembre 1892   | 11 janvier 1893   | Sadi Carnot                     |
| Jules Viette                         | Ministre des Travaux publics                                                                | Alexandre Ribot (2)                                   | 11 janvier 1893   | 4 avril 1893      | Sadi Carnot                     |
| Jules Viette                         | Ministre des Travaux publics                                                                | Charles Dupuy (1)                                     | 4 avril 1893      | 3 décembre 1893   | Sadi Carnot                     |
| Charles Jonnart                      | Ministre des Travaux publics                                                                | Jean Casimir-Perier                                   | 3 décembre 1893   | 30 mai 1894       | Sadi Carnot                     |
| Louis Barthou                        | Ministre des Travaux publics                                                                | Charles Dupuy (2)                                     | 30 mai 1894       | 1er juillet 1894  | Sadi Carnot                     |
| Louis Barthou                        | Ministre des Travaux publics                                                                | Charles Dupuy (3)                                     | 1er juillet 1894  | 13 janvier 1895   | Jean Casimir-Perier             |
| Ludovic Dupuy-Dutemps                | Ministre des Travaux publics                                                                | Alexandre Ribot (3)                                   | 26 janvier 1895   | 1er novembre 1895 | Félix Faure                     |
| Jean Guyot-Dessaigne                 | Ministre des Travaux publics                                                                | Léon Bourgeois                                        | 1er novembre 1895 | 29 avril 1896     | Félix Faure                     |
| Adolphe Turrel                       | Ministre des Travaux publics                                                                | Jules Méline                                          | 29 avril 1896     | 28 juin 1898      | Félix Faure                     |
| Louis Tillaye                        | Ministre des Travaux publics                                                                | Henri Brisson (2)                                     | 28 juin 1898      | 17 septembre 1898 | Félix Faure                     |
| Jules Godin                          | Ministre des Travaux publics                                                                | Henri Brisson (2)                                     | 17 septembre 1898 | 1er novembre 1898 | Félix Faure                     |
| Camille Krantz                       | Ministre des Travaux publics                                                                | Charles Dupuy (4)                                     | 1er novembre 1898 | 18 février 1899   | Félix Faure                     |
| Camille Krantz                       | Ministre des Travaux publics                                                                | Charles Dupuy (5)                                     | 18 février 1899   | 6 mai 1899        | Émile Loubet                    |
| Jean Monestier                       | Ministre des Travaux publics                                                                | Charles Dupuy (5)                                     | 6 mai 1899        | 22 juin 1899      | Émile Loubet                    |
| Pierre Baudin                        | Ministre des Travaux publics                                                                | Pierre Waldeck-Rousseau                               | 22 juin 1899      | 7 juin 1902       | Émile Loubet                    |
| Émile Maruéjouls                     | Ministre des Travaux publics                                                                | Émile Combes                                          | 7 juin 1902       | 24 janvier 1905   | Émile Loubet                    |
| Armand Gauthier de l'Aude            | Ministre des Travaux publics                                                                | Maurice Rouvier (2)                                   | 24 janvier 1905   | 18 février 1906   | Émile Loubet                    |
| Armand Gauthier de l'Aude            | Ministre des Travaux publics                                                                | Maurice Rouvier (3)                                   | 18 février 1906   | 14 mars 1906      | Armand Fallières                |
| Louis Barthou                        | Ministre des Travaux publics, des Postes et Télégraphes                                     | Ferdinand Sarrien                                     | 14 mars 1906      | 25 octobre 1906   | Armand Fallières                |
| Louis Barthou                        | Ministre des Travaux publics, des Postes et Télégraphes                                     | Georges Clemenceau (1)                                | 25 octobre 1906   | 24 juillet 1909   | Armand Fallières                |
| Alexandre Millerand                  | Ministre des Travaux publics, des Postes et Télégraphes                                     | Aristide Briand (1)                                   | 24 juillet 1909   | 3 novembre 1910   | Armand Fallières                |
| Louis Puech                          | Ministre des Travaux publics, des Postes et Télégraphes                                     | Aristide Briand (2)                                   | 3 novembre 1910   | 2 mars 1911       | Armand Fallières                |
| Charles Dumont                       | Ministre des Travaux publics, des Postes et Télégraphes                                     | Ernest Monis                                          | 2 mars 1911       | 27 juin 1911      | Armand Fallières                |
| Jean Augagneur                       | Ministre des Travaux publics, des Postes et Télégraphes                                     | Joseph Caillaux                                       | 27 juin 1911      | 14 janvier 1912   | Armand Fallières                |
| Jean Dupuy                           | Ministre des Travaux publics, des Postes et Télégraphes                                     | Raymond Poincaré (1)                                  | 14 janvier 1912   | 21 janvier 1913   | Armand Fallières                |
| Jean Dupuy                           | Ministre des Travaux publics, des Postes et Télégraphes                                     | Aristide Briand (3)                                   | 21 janvier 1913   | 18 février 1913   | Armand Fallières                |
| Jean Dupuy                           | Ministre des Travaux publics, des Postes et Télégraphes                                     | Aristide Briand (4)                                   | 18 février 1913   | 22 mars 1913      | Raymond Poincaré                |
| Joseph Thierry                       | Ministre des Travaux publics                                                                | Louis Barthou                                         | 22 mars 1913      | 9 décembre 1913   | Raymond Poincaré                |
| Fernand David                        | Ministre des Travaux publics                                                                | Gaston Doumergue (1)                                  | 9 décembre 1913   | 9 juin 1914       | Raymond Poincaré                |
| Jean Dupuy                           | Ministre des Travaux publics                                                                | Alexandre Ribot (4)                                   | 9 juin 1914       | 13 juin 1914      | Raymond Poincaré                |
| René Renoult (dit René-Renoult)      | Ministre des Travaux publics                                                                | René Viviani (1)                                      | 13 juin 1914      | 26 août 1914      | Raymond Poincaré                |
| Marcel Sembat                        | Ministre des Travaux publics                                                                | René Viviani (2)                                      | 26 août 1914      | 29 octobre 1915   | Raymond Poincaré                |
| Marcel Sembat                        | Ministre des Travaux publics                                                                | Aristide Briand (5)                                   | 29 octobre 1915   | 12 décembre 1916  | Raymond Poincaré                |
| Édouard Herriot                      | Ministre des Travaux publics, des Transports et du Ravitaillement                           | Aristide Briand (6)                                   | 12 décembre 1916  | 20 mars 1917      | Raymond Poincaré                |
| Georges Desplas                      | Ministre des Travaux publics et des Transports                                              | Alexandre Ribot (5)                                   | 20 mars 1917      | 12 septembre 1917 | Raymond Poincaré                |
| Albert-André Claveille               | Ministre des Travaux publics et des Transports                                              | Paul Painlevé (1)                                     | 12 septembre 1917 | 16 novembre 1917  | Raymond Poincaré                |
| Albert-André Claveille               | Ministre des Travaux publics et des Transports                                              | Georges Clemenceau (2)                                | 16 novembre 1917  | 20 janvier 1920   | Raymond Poincaré                |
| Jean Cels-Couybes (né Cels)          | Sous-secrétaire d'État aux Travaux publics et aux Transports                                | Georges Clemenceau (2)                                | 19 novembre 1918  | 20 janvier 1920   | Raymond Poincaré                |
| Yves Le Trocquer                     | Ministre des Travaux publics                                                                | Alexandre Millerand (1)                               | 20 janvier 1920   | 18 février 1920   | Raymond Poincaré                |
| Yves Le Trocquer                     | Ministre des Travaux publics                                                                | Alexandre Millerand (2)                               | 18 février 1920   | 24 septembre 1920 | Paul Deschanel                  |
| Yves Le Trocquer                     | Ministre des Travaux publics                                                                | Georges Leygues                                       | 24 septembre 1920 | 16 janvier 1921   | Alexandre Millerand             |
| Yves Le Trocquer                     | Ministre des Travaux publics                                                                | Aristide Briand (7)                                   | 16 janvier 1921   | 15 janvier 1922   | Alexandre Millerand             |
| Yves Le Trocquer                     | Ministre des Travaux publics                                                                | Raymond Poincaré (2)                                  | 15 janvier 1922   | 29 mars 1924      | Alexandre Millerand             |
| Yves Le Trocquer                     | Ministre des Travaux publics, des Ports et de la Marine marchande                           | Raymond Poincaré (3)                                  | 29 mars 1924      | 9 juin 1924       | Alexandre Millerand             |
| Yves Le Trocquer                     | Ministre des Travaux publics, des Ports et de la Marine marchande                           | Frédéric François-Marsal                              | 9 juin 1924       | 14 juin 1924      | Alexandre Millerand             |
| Victor Peytral (dit Victor-Peytral)  | Ministre des Travaux publics                                                                | Édouard Herriot (1)                                   | 14 juin 1924      | 17 avril 1925     | Gaston Doumergue                |
| Pierre Laval                         | Ministre des Travaux publics                                                                | Paul Painlevé (2)                                     | 17 avril 1925     | 29 octobre 1925   | Gaston Doumergue                |
| Laurent Eynac (dit Laurent-Eynac)    | Haut-Commissaire aux Travaux publics (Aéronautique et Transports aériens)                   | Paul Painlevé (2)                                     | 17 avril 1925     | 20 avril 1925     | Gaston Doumergue                |
| Anatole de Monzie                    | Ministre des Travaux publics                                                                | Paul Painlevé (3)                                     | 29 octobre 1925   | 28 novembre 1925  | Gaston Doumergue                |
| Anatole de Monzie                    | Ministre des Travaux publics                                                                | Aristide Briand (8)                                   | 28 novembre 1925  | 9 mars 1926       | Gaston Doumergue                |
| Anatole de Monzie                    | Ministre des Travaux publics                                                                | Aristide Briand (9)                                   | 9 mars 1926       | 23 juin 1926      | Gaston Doumergue                |
| Daniel Daniel-Vincent                | Ministre des Travaux publics                                                                | Aristide Briand (10)                                  | 23 juin 1926      | 19 juillet 1926   | Gaston Doumergue                |
| Orly Hesse (dit André-Hesse)         | Ministre des Travaux publics                                                                | Édouard Herriot (2)                                   | 19 juillet 1926   | 23 juillet 1926   | Gaston Doumergue                |
| André Tardieu                        | Ministre des Travaux publics                                                                | Raymond Poincaré (4)                                  | 23 juillet 1926   | 11 novembre 1928  | Gaston Doumergue                |
| Pierre Forgeot                       | Ministre des Travaux publics                                                                | Raymond Poincaré (5)                                  | 11 novembre 1928  | 29 juillet 1929   | Gaston Doumergue                |
| Pierre Forgeot                       | Ministre des Travaux publics                                                                | Aristide Briand (11)                                  | 29 juillet 1929   | 3 novembre 1929   | Gaston Doumergue                |
| Georges Pernot                       | Ministre des Travaux publics                                                                | André Tardieu (1)                                     | 3 novembre 1929   | 21 février 1930   | Gaston Doumergue                |
| André Mallarmé                       | Sous-secrétaire d'État aux Travaux publics                                                  | André Tardieu (1)                                     | 3 novembre 1929   | 21 février 1930   | Gaston Doumergue                |
| Édouard Daladier                     | Ministre des Travaux publics                                                                | Camille Chautemps (1)                                 | 21 février 1930   | 2 mars 1930       | Gaston Doumergue                |
| Étienne Charlot                      | Sous-secrétaire d'État aux Travaux publics                                                  | Camille Chautemps (1)                                 | 23 février 1930   | 2 mars 1930       | Gaston Doumergue                |
| Georges Pernot                       | Ministre des Travaux publics                                                                | André Tardieu (2)                                     | 2 mars 1930       | 13 décembre 1930  | Gaston Doumergue                |
| Henri Falcoz                         | Sous-secrétaire d'État aux Travaux publics                                                  | André Tardieu (2)                                     | 2 mars 1930       | 28 novembre 1930  | Gaston Doumergue                |
| Édouard Daladier                     | Ministre des Travaux publics                                                                | Théodore Steeg                                        | 13 décembre 1930  | 27 janvier 1931   | Gaston Doumergue                |
| Gaston Gourdeau                      | Sous-secrétaire d'État aux Travaux publics et au Tourisme                                   | Théodore Steeg                                        | 13 décembre 1930  | 27 janvier 1931   | Gaston Doumergue                |
| Maurice Deligne                      | Ministre des Travaux publics                                                                | Pierre Laval (1)                                      | 27 janvier 1931   | 13 juin 1931      | Gaston Doumergue                |
| Gaston Gérard (dit Gaston-Gérard)    | Sous-secrétaire d'État aux Travaux publics et au Tourisme                                   | Pierre Laval (1)                                      | 27 janvier 1931   | 13 juin 1931      | Gaston Doumergue                |
| Maurice Deligne                      | Ministre des Travaux publics                                                                | Pierre Laval (2)                                      | 13 juin 1931      | 14 janvier 1932   | Paul Doumer                     |
| Gaston Gérard (dit Gaston-Gérard)    | Sous-secrétaire d'État aux Travaux publics et au Tourisme                                   | Pierre Laval (2)                                      | 13 juin 1931      | 14 janvier 1932   | Paul Doumer                     |
| Maurice Deligne                      | Ministre des Travaux publics                                                                | Pierre Laval (3)                                      | 14 janvier 1932   | 20 février 1932   | Paul Doumer                     |
| Gaston Gérard (dit Gaston-Gérard)    | Sous-secrétaire d'État aux Travaux publics et au Tourisme                                   | Pierre Laval (3)                                      | 14 janvier 1932   | 20 février 1932   | Paul Doumer                     |
| Gaston Gérard (dit Gaston-Gérard)    | Sous-secrétaire d'État aux Travaux publics et à la Marine marchande                         | André Tardieu (3)                                     | 20 février 1932   | 3 juin 1932       | Paul Doumer                     |
| Charles Péchin                       | Sous-secrétaire d'État aux Travaux publics et à la Marine marchande                         | André Tardieu (3)                                     | 20 février 1932   | 3 juin 1932       | Paul Doumer                     |
| Charles Guernier                     | Ministre des Travaux publics et de la Marine marchande                                      | André Tardieu (3)                                     | 20 février 1932   | 3 juin 1932       | Paul Doumer                     |
| Édouard Daladier                     | Ministre des Travaux publics                                                                | Édouard Herriot (3)                                   | 3 juin 1932       | 18 décembre 1932  | Albert Lebrun                   |
| Alfred Margaine                      | Sous-secrétaire d'État aux Travaux publics                                                  | Édouard Herriot (3)                                   | 3 juin 1932       | 18 décembre 1932  | Albert Lebrun                   |
| Georges Bonnet                       | Ministre des Travaux publics                                                                | Joseph Paul-Boncour                                   | 18 décembre 1932  | 31 janvier 1933   | Albert Lebrun                   |
| Joseph Paganon                       | Ministre des Travaux publics                                                                | Édouard Daladier (1)                                  | 31 janvier 1933   | 26 octobre 1933   | Albert Lebrun                   |
| Joseph Paganon                       | Ministre des Travaux publics                                                                | Albert Sarraut (1)                                    | 26 octobre 1933   | 26 novembre 1933  | Albert Lebrun                   |
| Joseph Paganon                       | Ministre des Travaux publics                                                                | Camille Chautemps (2)                                 | 26 novembre 1933  | 30 janvier 1934   | Albert Lebrun                   |
| Joseph Paganon                       | Ministre des Travaux publics                                                                | Édouard Daladier (2)                                  | 30 janvier 1934   | 9 février 1934    | Albert Lebrun                   |
| Pierre-Étienne Flandin               | Ministre des Travaux publics                                                                | Gaston Doumergue (2)                                  | 9 février 1934    | 8 novembre 1934   | Albert Lebrun                   |
| Henri Roy                            | Ministre des Travaux publics                                                                | Pierre-Étienne Flandin (1)                            | 8 novembre 1934   | 1er juin 1935     | Albert Lebrun                   |
| Joseph Paganon                       | Ministre des Travaux publics                                                                | Fernand Bouisson                                      | 1er juin 1935     | 7 juin 1935       | Albert Lebrun                   |
| Laurent Eynac (dit Laurent-Eynac)    | Ministre des Travaux publics                                                                | Pierre Laval (4)                                      | 7 juin 1935       | 24 janvier 1936   | Albert Lebrun                   |
| Camille Chautemps                    | Ministre des Travaux publics                                                                | Albert Sarraut (2)                                    | 24 janvier 1936   | 4 juin 1936       | Albert Lebrun                   |
| Pierre Mazé                          | Sous-secrétaire d'État aux Travaux publics                                                  | Albert Sarraut (2)                                    | 24 janvier 1936   | 4 juin 1936       | Albert Lebrun                   |
| Albert Bedouce                       | Ministre des Travaux publics                                                                | Léon Blum (1)                                         | 4 juin 1936       | 22 juin 1937      | Albert Lebrun                   |
| Henri Queuille                       | Ministre des Travaux publics                                                                | Camille Chautemps (3)                                 | 22 juin 1937      | 18 janvier 1938   | Albert Lebrun                   |
| Paul Ramadier                        | Sous-secrétaire d'État aux Travaux publics                                                  | Camille Chautemps (3)                                 | 22 juin 1937      | 18 janvier 1938   | Albert Lebrun                   |
| Henri Queuille                       | Ministre des Travaux publics                                                                | Camille Chautemps (4)                                 | 18 janvier 1938   | 13 mars 1938      | Albert Lebrun                   |
| Jean-Alexis Jaubert                  | Sous-secrétaire d'État aux Travaux publics                                                  | Camille Chautemps (4)                                 | 18 janvier 1938   | 13 mars 1938      | Albert Lebrun                   |
| Jules Moch                           | Ministre des Travaux publics                                                                | Léon Blum (2)                                         | 13 mars 1938      | 10 avril 1938     | Albert Lebrun                   |
| Ludovic-Oscar Frossard               | Ministre des Travaux publics                                                                | Édouard Daladier (3)                                  | 10 avril 1938     | 23 août 1939      | Albert Lebrun                   |
| Anatole de Monzie                    | Ministre des Travaux publics                                                                | Édouard Daladier (3)                                  | 23 août 1939      | 21 mars 1940      | Albert Lebrun                   |
| Fabien Albertin                      | Sous-secrétaire d'État aux Travaux publics                                                  | Paul Reynaud                                          | 21 mars 1940      | 10 mai 1940       | Albert Lebrun                   |
| Anatole de Monzie                    | Ministre des Travaux publics                                                                | Paul Reynaud                                          | 21 mars 1940      | 5 juin 1940       | Albert Lebrun                   |
| André Février                        | Sous-secrétaire d'État aux Travaux publics                                                  | Paul Reynaud                                          | 5 juin 1940       | 16 juin 1940      | Albert Lebrun                   |
| Ludovic-Oscar Frossard               | Ministre des Travaux publics                                                                | Paul Reynaud                                          | 5 juin 1940       | 16 juin 1940      | Albert Lebrun                   |
| Ludovic-Oscar Frossard               | Ministre des Travaux publics et des Transmissions                                           | Philippe Pétain                                       | 16 juin 1940      | 27 juin 1940      | Albert Lebrun                   |
| Ludovic-Oscar Frossard               | Ministre des Travaux publics                                                                | Philippe Pétain                                       | 27 juin 1940      | 12 juillet 1940   | Albert Lebrun                   |
| Quatrième République                 |                                                                                             |                                                       |                   |                   |                                 |
| René Mayer                           | Ministre des Transports et des Travaux publics                                              | Charles de Gaulle (1)                                 | 10 septembre 1944 | 21 novembre 1945  | Charles de Gaulle               |
| Jules Moch                           | Ministre des Travaux publics et des Transports                                              | Charles de Gaulle (2)                                 | 21 novembre 1945  | 26 janvier 1946   | Charles de Gaulle               |
| Jules Moch                           | Ministre des Travaux publics et des Transports                                              | Félix Gouin                                           | 26 janvier 1946   | 24 juin 1946      | Félix Gouin                     |
| Jules Moch                           | Ministre des Travaux publics et des Transports                                              | Georges Bidault (1)                                   | 24 juin 1946      | 16 décembre 1946  | Georges Bidault                 |
| Albert Gazier                        | Sous-secrétaire d'État aux Travaux publics et aux Transports                                | Georges Bidault (1)                                   | 24 juin 1946      | 16 décembre 1946  | Georges Bidault                 |
| Jules Moch                           | Ministre des Travaux publics, des Transports et de la Reconstruction                        | Léon Blum (3)                                         | 16 décembre 1946  | 22 janvier 1947   | Léon Blum                       |
| Jean Meunier                         | Sous-secrétaire d'État aux Travaux publics et aux Transports                                | Léon Blum (3)                                         | 16 décembre 1946  | 22 janvier 1947   | Léon Blum                       |
| Jules Moch                           | Ministre des Travaux publics et des Transports                                              | Paul Ramadier                                         | 22 janvier 1947   | 22 octobre 1947   | Vincent Auriol                  |
| Jules Moch                           | Ministre des Affaires économiques, Travaux publics, Transports, Reconstruction et Urbanisme | Paul Ramadier                                         | 22 octobre 1947   | 24 novembre 1947  | Vincent Auriol                  |
| Christian Pineau                     | Ministre des Travaux publics et des Transports                                              | Robert Schuman (1)                                    | 24 novembre 1947  | 26 juillet 1948   | Vincent Auriol                  |
| Christian Pineau                     | Ministre des Travaux publics et des Transports                                              | André Marie                                           | 26 juillet 1948   | 5 septembre 1948  | Vincent Auriol                  |
| Henri Queuille                       | Ministre des Travaux publics, des Transports et du Tourisme                                 | Robert Schuman (2)                                    | 5 septembre 1948  | 11 septembre 1948 | Vincent Auriol                  |
| Christian Pineau                     | Ministre des Travaux publics, des Transports et du Tourisme                                 | Henri Queuille (1)                                    | 11 septembre 1948 | 28 octobre 1949   | Vincent Auriol                  |
| Christian Pineau                     | Ministre des Travaux publics, des Transports et du Tourisme                                 | Georges Bidault (2)                                   | 29 octobre 1949   | 7 février 1950    | Vincent Auriol                  |
| Jacques Chastellain                  | Ministre des Travaux publics, des Transports et du Tourisme                                 | Georges Bidault (2)                                   | 7 février 1950    | 2 juillet 1950    | Vincent Auriol                  |
| Yvon Bourges                         | Ministre des Travaux publics, des Transports et du Tourisme                                 | Henri Queuille (2)                                    | 2 juillet 1950    | 12 juillet 1950   | Vincent Auriol                  |
| Maurice Bourgès-Maunoury             | Ministre des Travaux publics, des Transports et du Tourisme                                 | Henri Queuille (2)                                    | 2 juillet 1950    | 12 juillet 1950   | Vincent Auriol                  |
| Antoine Pinay                        | Ministre des Travaux publics, des Transports et du Tourisme                                 | René Pleven (1)                                       | 12 juillet 1950   | 10 mars 1951      | Vincent Auriol                  |
| Antoine Pinay                        | Ministre des Travaux publics, des Transports et du Tourisme                                 | Henri Queuille (3)                                    | 10 mars 1951      | 11 août 1951      | Vincent Auriol                  |
| Antoine Pinay                        | Ministre des Travaux publics, des Transports et du Tourisme                                 | René Pleven (2)                                       | 11 août 1951      | 20 janvier 1952   | Vincent Auriol                  |
| Roger Duchet                         | Secrétaire d'État aux Travaux publics                                                       | René Pleven (2)                                       | 11 août 1951      | 4 octobre 1951    | Vincent Auriol                  |
| Antoine Pinay                        | Ministre des Travaux publics, des Transports et du Tourisme                                 | Edgar Faure (1)                                       | 20 janvier 1952   | 8 mars 1952       | Vincent Auriol                  |
| Lucien Bégouin                       | Secrétaire d'État aux Travaux Publics                                                       | Edgar Faure (1)                                       | 20 janvier 1952   | 8 mars 1952       | Vincent Auriol                  |
| André Morice                         | Ministre des Travaux publics, des Transports et du Tourisme                                 | Antoine Pinay                                         | 8 mars 1952       | 8 janvier 1953    | Vincent Auriol                  |
| André Morice                         | Ministre des Travaux publics, des Transports et du Tourisme                                 | René Mayer                                            | 8 janvier 1953    | 28 juin 1953      | Vincent Auriol                  |
| Jacques Chastellain                  | Ministre des Travaux publics, des Transports et du Tourisme                                 | Joseph Laniel                                         | 28 juin 1953      | 19 juin 1954      | Vincent Auriol                  |
| Paul Devinat                         | Secrétaire d'État aux Travaux publics et à l'Aviation civile                                | Joseph Laniel                                         | 2 juillet 1953    | 19 juin 1954      | Vincent Auriol                  |
| Jacques Chaban-Delmas                | Ministre des Travaux publics, des Transports et du Tourisme                                 | Pierre Mendès France                                  | 19 juin 1954      | 14 août 1954      | René Coty                       |
| Yvon Bourges                         | Ministre des Travaux publics, des Transports et du Tourisme (intérim)                       | Pierre Mendès France                                  | 14 août 1954      | 3 septembre 1954  | René Coty                       |
| Maurice Bourgès-Maunoury             | Ministre des Travaux publics, des Transports et du Tourisme (intérim)                       | Pierre Mendès France                                  | 14 août 1954      | 3 septembre 1954  | René Coty                       |
| Jacques Chaban-Delmas                | Ministre des Travaux publics, des Transports et du Tourisme                                 | Pierre Mendès France                                  | 3 septembre 1954  | 23 février 1955   | René Coty                       |
| Édouard Corniglion-Molinier          | Ministre des Travaux publics, des Transports et du Tourisme                                 | Edgar Faure (2)                                       | 23 février 1955   | 1er février 1956  | René Coty                       |
| Auguste Pinton                       | Secrétaire d'État aux Travaux publics, aux Transports et au Tourisme                        | Guy Mollet                                            | 1er février 1956  | 13 juin 1957      | René Coty                       |
| Édouard Bonnefous                    | Ministre des Travaux publics, des Transports et du Tourisme                                 | Maurice Bourgès-Maunoury                              | 13 juin 1957      | 6 novembre 1957   | René Coty                       |
| Édouard Bonnefous                    | Ministre des Travaux publics, des Transports et du Tourisme                                 | Félix Gaillard                                        | 6 novembre 1957   | 14 mai 1958       | René Coty                       |
| Édouard Bonnefous                    | Ministre des Travaux publics, des Transports et du Tourisme                                 | Pierre Pflimlin                                       | 14 mai 1958       | 1er juin 1958     | René Coty                       |
| Antoine Pinay                        | Ministre des Travaux publics, des Transports et du Tourisme (intérim)                       | Charles de Gaulle (3)                                 | 3 juin 1958       | 9 juin 1958       | René Coty                       |
| Robert Buron                         | Ministre des Travaux publics, des Transports et du Tourisme                                 | Charles de Gaulle (3)                                 | 9 juin 1958       | 8 janvier 1959    | René Coty                       |
| Cinquième République                 |                                                                                             |                                                       |                   |                   |                                 |
| Robert Buron                         | Ministre des Travaux publics et des Transports                                              | Michel Debré                                          | 8 janvier 1959    | 14 avril 1962     | Charles de Gaulle               |
| Robert Buron                         | Ministre des Travaux publics et des Transports                                              | Georges Pompidou (1)                                  | 14 avril 1962     | 16 mai 1962       | Charles de Gaulle               |
| Pierre Dumas                         | Secrétaire d’État aux Travaux publics                                                       | Georges Pompidou (1)                                  | 14 avril 1962     | 16 mai 1962       | Charles de Gaulle               |
| Roger Dusseaulx                      | Ministre des Travaux publics et des Transports                                              | Georges Pompidou (1)                                  | 16 mai 1962       | 28 novembre 1962  | Charles de Gaulle               |
| Marc Jacquet                         | Ministre des Travaux publics et des Transports                                              | Georges Pompidou (2)                                  | 6 décembre 1962   | 8 janvier 1966    | Charles de Gaulle               |

## Sources
- « Toutes les personnalités ayant occupé le poste de la Catégorie Travaux Publics », Base de données historiques des gouvernements et Présidents des assemblées parlementaires (Régimes politiques français depuis 1789), Assemblée nationale (consulté le 13 avril 2010)
- « Les Gouvernements de la Ve République », Assemblée nationale (consulté le 24 mars 2010)
- « Les Gouvernements de la IVe République », Assemblée nationale (consulté le 24 mars 2010)
- « Les Gouvernements de la IIIe République », Assemblée nationale (consulté le 24 mars 2010)